# Associazione Calcio Arezzo 2003-2004
Questa pagina raccoglie le informazioni riguardanti l'Associazione Calcio Arezzo nelle competizioni ufficiali della stagione 2003-2004.

## Stagione
Nella Stagione 2003-2004 l'Arezzo disputa il girone A del campionato di Serie C1, raccoglie 67 punti con il primo posto finale, ritornando in Serie B dopo sedici anni di attesa. La squadra amaranto allenata da Mario Somma, disputa un girone di andata sontuoso, raccogliendo ben 42 punti, poi nel girone di ritorno ottiene solo 25 punti, campando di rendita e chiudendo il torneo con un vantaggio di otto punti sul Lumezzane, salendo in Serie B diretta. Ha espresso anche il miglior marcatore del girone A, infatti Elvis Abbruscato ha firmato 20 reti, ma è stato notevole anche l'apporto di Matteo Serafini con 14 centri. Al termine del torneo è toccato al Cesena di vincere i Play-off e salire anch'esso in Serie B. Nella Coppa Italia di Serie C la squadra aretina viene inserita nel girone I di qualificazione, che promuove il Grosseto. A conclusione dell'ottima stagione l'Arezzo vince anche il trofeo della sesta edizione della Supercoppa di Serie C1, superando nel doppio confronto il Catanzaro, vincitore del girone B.

## Rosa
| N. |                    | Ruolo | Calciatore        |
| -- | ------------------ | ----- | ----------------- |
|    | Italia (bandiera)  | A     | Elvis Abbruscato  |
|    | Italia (bandiera)  | D     | Mirko Barbagli    |
|    | Italia (bandiera)  | C     | Andrea Bricca     |
|    | Italia (bandiera)  | C     | Andrea Bussi      |
|    | Italia (bandiera)  | D     | Francesco Cangi   |
|    | Italia (bandiera)  | A     | Francesco Ciullo  |
|    | Italia (bandiera)  | A     | Giacomo Foianesi  |
|    | Italia (bandiera)  | C     | Michele Gelsi     |
|    | Italia (bandiera)  | C     | Emilio Guarrasi   |
|    | Croazia (bandiera) | C     | Ivan Javorčić     |
|    | Grecia (bandiera)  | D     | Geōrgios Kyriazīs |
|    | Italia (bandiera)  | A     | Denis Maccan      |
|    | Italia (bandiera)  | D     | Marco Ogliari     |

| N. |                     | Ruolo | Calciatore          |
| -- | ------------------- | ----- | ------------------- |
|    | Italia (bandiera)   | P     | Angelo Pagotto      |
|    | Italia (bandiera)   | D     | Manuel Pasqual      |
|    | Italia (bandiera)   | C     | Giovanni Passiglia  |
|    | Italia (bandiera)   | P     | Giovanni Proietti   |
|    | Italia (bandiera)   | D     | Paolo Scotti        |
|    | Italia (bandiera)   | A     | Matteo Serafini     |
|    | Italia (bandiera)   | C     | Mario Sorrentino    |
|    | Italia (bandiera)   | C     | Antonio Stendardo   |
|    | Italia (bandiera)   | C     | Emiliano Testini    |
|    | Italia (bandiera)   | C     | Marco Vendrame      |
|    | Italia (bandiera)   | D     | Emanuele Venturelli |
|    | Italia (bandiera)   | A     | Luca Vigna          |
|    | Germania (bandiera) | A     | Marco Villa         |

## Risultati

### Campionato

#### Girone di andata
| Arbitro: | Torella (Roma) |

|              |           |  |
| Serafini 32’ | Marcatori |  |

| Arbitro: | Tonolini (Milano) |

|                 |           |                             |
| A. Bernardi 69’ | Marcatori | 45’, 82’ Serafini 79’ Gelsi |

| Arbitro: | Masiero (Mestre) |

|               |           |                                  |
| Breviario 74’ | Marcatori | 27’ Serafini 38’, 90’ Abbruscato |

| Arbitro: | G. Rubino (Salerno) |

|                                  |           |  |
| Abbruscato 37’, 81’ Vendrame 63’ | Marcatori |  |

| Arbitro: | Mariuzzo (Venezia) |

|                      |           |                             |
| Artistico 69’ (rig.) | Marcatori | 48’ Abbruscato 88’ Serafini |

| Arbitro: | Herberg (Messina) |

|                  |           |                          |
| Gelsi 28’ (rig.) | Marcatori | 7’, 48’ (rig.) Chiaretti |

| Arbitro: | Squillace (Catanzaro) |

|  |           |                               |
|  | Marcatori | 69’ (rig.) Gelsi 72’ Serafini |

| Arbitro: | Brunialti (Trento) |

|                  |           |  |
| Gelsi 85’ (rig.) | Marcatori |  |

| Busto Arsizio 26 ottobre 2003 9ª giornata | Pro Patria          | 0 – 0 | Arezzo | Stadio Carlo Speroni\| Arbitro: \| Vicinanza (Albenga) \| |
| Arbitro:                                  | Vicinanza (Albenga) |       |        |                                                           |

| Arbitro: | Gava (Conegliano) |

|                    |           |           |
| Abbruscato 5’, 49’ | Marcatori | 17’ Deoma |

| Arbitro: | Celi (Bari) |

|                              |           |              |
| Abbruscato 18’ Passiglia 87’ | Marcatori | 46’ Guidetti |

| Arbitro: | Pantana (Macerata) |

|  |           |               |
|  | Marcatori | 1’ Abbruscato |

| Arbitro: | Ciancaleoni (Foligno) |

|                   |           |               |
| Serafini 24’, 76’ | Marcatori | 90+3’ Braiati |

| Arbitro: | Ciampi (Roma) |

|                       |           |              |
| Venturelli 58’ (aut.) | Marcatori | 13’ Serafini |

| Arbitro: | Squillace (Catanzaro) |

|                  |           |                    |
| Gelsi 40’ (rig.) | Marcatori | 67’ (rig.) Ambrosi |

| Arbitro: | Gava (Conegliano) |

|  |           |                                      |
|  | Marcatori | 26’ Serafini 44’ Passiglia 69’ Vigna |

| Arbitro: | Brunialti (Trento) |

|                     |           |  |
| Serafini 74’ (rig.) | Marcatori |  |

#### Girone di ritorno
| Arbitro: | Pantana (Macerata) |

|             |           |  |
| Sgrigna 15’ | Marcatori |  |

| Arbitro: | Barbirati (Ferrara) |

|             |           |  |
| Ogliari 67’ | Marcatori |  |

| Arbitro: | Mannella (Avezzano) |

|                           |           |  |
| Abbruscato 58’ Ciullo 90’ | Marcatori |  |

| Arbitro: | Velotto (Grosseto) |

|                      |           |                |
| Alessi 6’ Bordin 88’ | Marcatori | 80’ Abbruscato |

| Arbitro: | Tonolini (Milano) |

|             |           |  |
| Pasqual 73’ | Marcatori |  |

| Arbitro: | Damato (Barletta) |

|              |           |               |
| Peccarisi 1’ | Marcatori | 6’ Abbruscato |

| Arbitro: | Lena (Ciampino) |

|                |           |            |
| Abbruscato 87’ | Marcatori | 22’ Artico |

| Arbitro: | Tonolini (Milano) |

|  |           |                                                      |
|  | Marcatori | 3’ Gelsi 15’, 33’ Serafini 47’ Abbruscato 72’ Ciullo |

| Arbitro: | Torella (Roma) |

|                  |           |  |
| Gelsi 11’ (rig.) | Marcatori |  |

| Arbitro: | Ciampi (Roma) |

|              |           |  |
| Iacopino 70’ | Marcatori |  |

| Arbitro: | Crugliano (Crotone) |

|  |           |              |
|  | Marcatori | 6’ Passiglia |

| Arbitro: | Rodomonti (Teramo) |

|                |           |  |
| Abbruscato 64’ | Marcatori |  |

| Arbitro: | Orsato (Schio) |

|                               |           |                             |
| Pinamonte 1’ Omolade 55’, 73’ | Marcatori | 61’ Abbruscato 70’ Serafini |

| Arezzo 25 aprile 2004 31ª giornata | Arezzo              | 0 – 0 | Varese | Stadio Città di Arezzo\| Arbitro: \| Barbirati (Ferrara) \| |
| Arbitro:                           | Barbirati (Ferrara) |       |        |                                                             |

| Arbitro: | Mariuzzo (Venezia) |

|                            |           |                                          |
| G. Lorenzini 12’, 37’, 83’ | Marcatori | 45+1’, 77’ Abbruscato 58’ (aut.) Bettini |

| Arbitro: | Tommasi (Bassano del Grappa) |

|                |           |                                        |
| Abbruscato 77’ | Marcatori | 54’ Sinigaglia 58’ Centi 79’ Zaninelli |

| Arbitro: | Gava (Conegliano) |

|                             |           |                |
| Ricchiuti 14’ Di Giulio 63’ | Marcatori | 44’ Abbruscato |

### Supercoppa di Serie C
| Arbitro: | Brunialti (Trento) |

|                              |           |  |
| Serafini 7’, 75’, 77’ (rig.) | Marcatori |  |

| Arbitro: | Damato (Barletta) |

|  |           |             |
|  | Marcatori | 40’ Pasqual |

### Coppa Italia di Serie C

#### Girone I
| Arbitro: | Sacco (Civitavecchia) |

|              |           |           |
| Gimmelli 46’ | Marcatori | 70’ Vigna |

| Arbitro: | Rodomonti (Teramo) |

|                                            |           |                      |
| Abbruscato 47’ Venturelli 58’ Serafini 69’ | Marcatori | 80’ (rig.) Bongiorni |

| Grosseto 24 agosto 2003 3ª giornata | Grosseto          | 0 – 0 | Arezzo | Stadio Comunale\| Arbitro: \| Forconi (Aprilia) \| |
| Arbitro:                            | Forconi (Aprilia) |       |        |                                                    |

| 27 agosto 2003 4ª giornata |  | – Turno di riposo Arezzo |  |  |

| Arbitro: | Fugante (Macerata) |

|            |           |                  |
| Maccan 89’ | Marcatori | 84’ Iv. Graziani |